# 凤头黄眉企鹅
，是企鹅目企鹅科的一种鸟类。
凤头黄眉企鹅体重约2327.85克，翼长约97.9毫米，嘴峰长约49.9毫米，喙宽度约13.4毫米，喙厚度约21.3毫米，跗蹠长约25.7毫米，尾长约87.4毫米。凤头黄眉企鹅是部分迁徙的鸟类，其栖息在开放的海洋及海岛环境中，食性为肉食性，主要食物来源是水生动物。

## 亚种
- ：分布于合恩角群岛和福克兰群岛。
- ：分布于凯尔盖朗群岛和新西兰亚南极岛屿。[4]